# Жуан Виктор (футболист, 2007)
Жуан Виктор де Соуза Кунья (порт.-браз. João Victor de Souza Cunha; родился 1 января 2007) — бразильский футболист, центральный защитник клуба «Фламенго».

## Клубная карьера
Воспитанник футбольной академии клуба «Фламенго». В сентябре 2024 года подписал с клубом контракт до 2029 года. 4 декабря года дебютировал в основном составе «Фламенго», выйдя на замену Бруно Энрике в матче бразильской Серии A против «Крисиумы».

## Карьера в сборной
Выступал за сборные Бразилии до 17 и до 20 лет.